# Großer Preis von Spa 1961, 3. Rennen

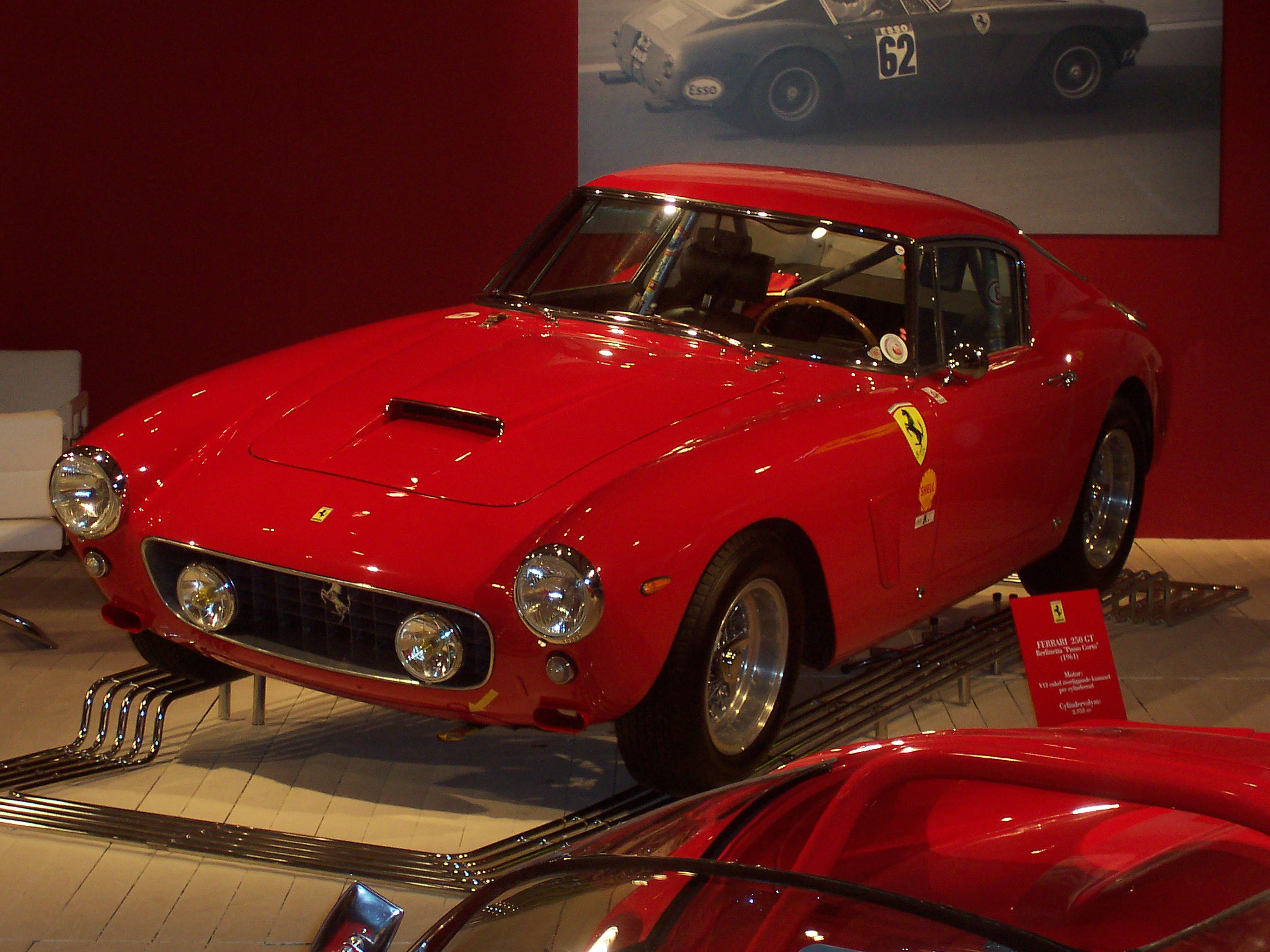
Ferrari 250 GT SWB

Der Große Preis von Spa 1961, auch Grand Prix de Spa, Circuit National de Spa-Francorchamps, fand am 14. Mai 1961 auf dem Circuit de Spa-Francorchamps statt. Das Rennen zählte zu keiner Rennserie.

## Das Rennen
Beim Großen Preis von Spa wurde 1961 vom Veranstalter die inzwischen schon unübliche Praxis angewandt, Fahrzeuge unterschiedlicher Klasse getrennt fahren und werten zu lassen. So gab es am 14. Mai drei Rennen. Das Rennen für GT-Wagen bis 1,3-Liter-Hubraum gewann der Brite William Allen auf einem Lotus Elite. Bei den GT-Sportwagen bis zur Hubraumgrenze von 2 Litern blieb der Deutsche Fritz Hahnl im Porsche 356B Carrera Abarth erfolgreich.
Das Rennen der großen GT's über 2-Liter-Hubraum ging über 15 Runden und endete mit dem Sieg von Willy Mairesse im Werks-Ferrari 250 GT SWB vor Mike Parkes in einem Jaguar E-Type und Graham Whitehead, der ebenfalls einen Ferrari 250 GT SWB fuhr.

## Ergebnisse

### Schlussklassement
| 1           | GT + 2.0 | 4  | Scuderia Ferrari     | Willy Mairesse        | Ferrari 250 GT SWB | 1:05:33,800 |
| 2           | GT + 2.0 |    | Ecurie Endeavour     | Mike Parkes           | Jaguar E-Type      | 1:07:04,900 |
| 3           | GT + 2.0 |    | Graham Whitehead     | Graham Whitehead      | Ferrari 250 GT SWB | 1:08:36,200 |
| 4           | GT + 2.0 |    | Pierre Dumay         | Pierre Noblet         | Ferrari 250 GT SWB | 1:08:36,600 |
| 5           | GT + 2.0 |    | Gunnar Andersson     | Gunnar Andersson      | Ferrari 250 GT SWB | 1:08:42,900 |
| 6           | GT + 2.0 | 18 | Ecurie Francorchamps | Georges Berger        | Ferrari 250 GT SWB |             |
| 7           | GT + 2.0 |    | Ecurie Francorchamps | Jacques van de Velde  | Ferrari 250 GT SWB |             |
| 8           | GT + 2.0 |    |                      | Wolfgang Seidel       | Ferrari 250 GT SWB |             |
| 9           | GT + 2.0 |    | Ecurie Francorchamps | Jacques van de Hautes | Ferrari 250 GT SWB |             |
| Ausgefallen |          |    |                      |                       |                    |             |
| 10          | GT + 2.0 |    | Fernand Tavano       | Fernand Tavano        | Ferrari 250 GT SWB |             |
| 11          | GT + 2.0 | 14 | Ecurie Francorchamps | Serge Orban           | Ferrari 250 GT     |             |

### Nur in der Meldeliste
Zu diesem Rennen sind keine weiteren Meldungen bekannt.

### Klassensieger
| Klasse   | Fahrer         | Fahrzeug           | Platzierung im Gesamtklassement |
| -------- | -------------- | ------------------ | ------------------------------- |
| GT + 2.0 | Willy Mairesse | Ferrari 250 GT SWB | Gesamtsieg                      |

### Renndaten
- Gemeldet: 11
- Gestartet: 11
- Gewertet: 9
- Rennklassen: 1
- Zuschauer: unbekannt
- Wetter am Renntag: unbekannt
- Streckenlänge: 14,100 km
- Fahrzeit des Siegerteams: 1:05:33,800 Stunden
- Gesamtrunden des Siegerteams: 15
- Gesamtdistanz des Siegerteams: 204,500 km
- Siegerschnitt: 193,553 km/h
- Pole Position: Willy Mairesse – Ferrari 250 GT SWB (#4)
- Schnellste Rennrunde: Willy Mairesse – Ferrari 250 GT SWB (#4) – 4:19.500 – 195,606 km/h
- Rennserie: zählte zu keiner Rennserie